# Poecilus prasinotinctus
Poecilus prasinotinctus é uma espécie de insetos coleópteros pertencente à família Carabidae.
A autoridade científica da espécie é Csiki, tendo sido descrita no ano de 1930.
Trata-se de uma espécie presente no território português, nomeadamente em Portugal Continental. Está ausente da Madeira e dos Açores. Possui o seguinte sinónimo:
- Poecilus prasinus Paulino d'Oliveira 1882

Trata-se de um endemismo português.